# Scatimus furcatus
Scatimus furcatus är en skalbaggsart som beskrevs av Vladimir Balthasar 1939. Scatimus furcatus ingår i släktet Scatimus och familjen bladhorningar. Inga underarter finns listade i Catalogue of Life.